# Ewa Thompson
Ewa M. Thompson, z d. Majewska (ur. 23 sierpnia 1937 w Kownie) – literaturoznawca, profesor literatury porównawczej i slawistyki na Rice University w Houston.

## Życiorys
Ukończyła studia z filologii rosyjskiej i angielskiej na Uniwersytecie Warszawskim w 1963, jest także absolwentką Konserwatorium Muzycznego w Sopocie, doktoryzowała się (z literaturoznawstwa porównawczego) na Uniwersytecie Vanderbilta w 1967 na podstawie pracy Russian Formalism and Anglo-American New Criticism. W latach 1973–1974 była profesorem nadzwyczajnym na Uniwersytecie Virginia, następnie do 1979 była profesorem nadzwyczajnym, a od 1979 profesorem zwyczajnym Uniwersytetu Rice’a w Houston.
Opublikowała wiele artykułów z dziedziny literaturoznawstwa i politologii. W Polsce pisuje w Tekstach Drugich, Arcanach, a w USA m.in. w The Washington Times, Slavic and East European Journal, Modern Age, Slavic Review i Houston Chronicle. Jest redaktorem kwartalnika Sarmatian Review. Członek Polskiego Towarzystwa Naukowego na Obczyźnie.
W 2015 otrzymała Nagrodę Związku Pisarzy Polskich na Obczyźnie za upowszechnianie kultury i literatury polskiej w świecie. W 2020 została laureatką Nagrody Transatlantyk przyznawanej przez Instytut Książki.

## Wybrane publikacje książkowe

### W języku polskim
- Trubadurzy imperium. Literatura rosyjska i kolonializm, przeł. Anna Sierszulska, Kraków: Towarzystwo Autorów i Wydawców Prac Naukowych „Universitas” 2000.
- Witold Gombrowicz, przeł. Anna Sierszulska, Katowice: Wydawnictwo Uniwersytetu Śląskiego 2002.
- Zrozumieć Rosję, przeł. Eliza Litak, Wydawnictwo: Teologia Polityczna, 2019.

### W języku angielskim
- Russian Formalism and Anglo-American New Criticism: A Comparative Study, The Hague: Mouton, 1971.
- Witold Gombrowicz, Boston: Twayne 1979.
- Understanding Russia: the Holy Fool in Russian Culture, University Press of America 1987.
- The Search for Self-Definition in Russian Literature, Houston: Rice University Press 1991.
- Imperial Knowledge: Russian Literature and Colonialism, Westport, CT and London: Greenwood 2000.

## Wybrane artykuły
- „Postcolonial Russia”, A Historical Companion to Postcolonial Literatures: Continental Europe and its Empires, edited by Prem Poddar, Rajeev S. Patke & Lars Jensen. Edinburgh: Edinburgh University Press, 2008), 412-417
- „Ways of Remembering: the Case of Poland”, Toronto Slavic Quarterly, vol. 12, Spring 2005
- „Discourse, Empire and Memory in Postcommunist Russia”, New Zealand Slavonic Journal, vol. 37 (2003), 155–164
- „Ways Out of the Postmodern Discourse”, Modern Age, vol. 45, no. 3 (Summer 2003), 195–207
- „Aleksandr Solzhenitsyn’s Cancer Ward and the Russian Colonialist Experience”, Slavia Orientalis, vol. XLVI, no. 4 (Fall 1997), 545–555
- „Nationalist Propaganda in the Soviet Russian Press: 1939-1941”, Slavic Review, vol. 50, no. 2 (Summer 1991), 385–399.